# Santa Tecla
Santa Tecla (do 2003 Nueva San Salvador) – miasto w Salwadorze, położone w środkowej części kraju kilkanaście kilometrów na zachód od centrum stolicy San Salvador (obecnie oba miasta nieomal połączyły się). Leży u stóp wulkanu San Salvador na wysokości około 920 m n.p.m. Ośrodek administracyjny departamentu La Libertad. Ludność (2007): 108,8 tys. (miasto), 121,9 tys. (gmina).
Miasto zostało założone w 1854 jako Santa Tecla po tym, jak stolica kraju San Salvador została zniszczona przez trzęsienie ziemi. W latach 1855–1859 pełniło funkcję stolicy kraju, stąd późniejsza nazwa Nowy San Salwador. 22 grudnia 2003 podjęto decyzję o przywróceniu pierwotnej nazwy. W mieście znajdują się rezydencje bogatych mieszkańców stolicy.
Santa Tecla to ośrodek handlowy regionu uprawy kawy. Rozwinął się tutaj przemysł spożywczy, drzewny i skórzany.
Patronką miasta jest święta Tekla. Z tej okazji 23 września organizowany jest w mieście (w dniu wspomnienia świętej) Santa Tecla Festival.

## Galeria

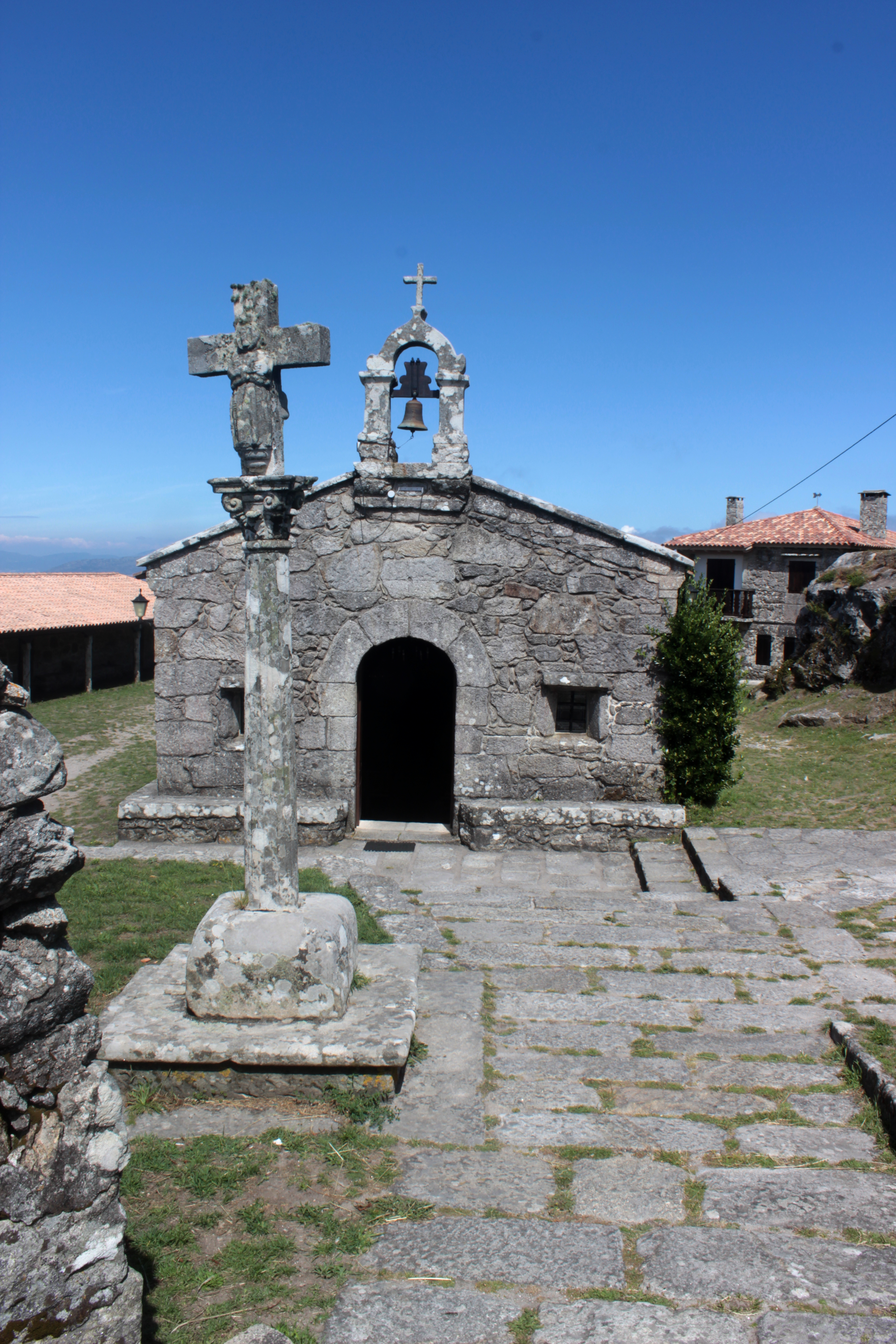
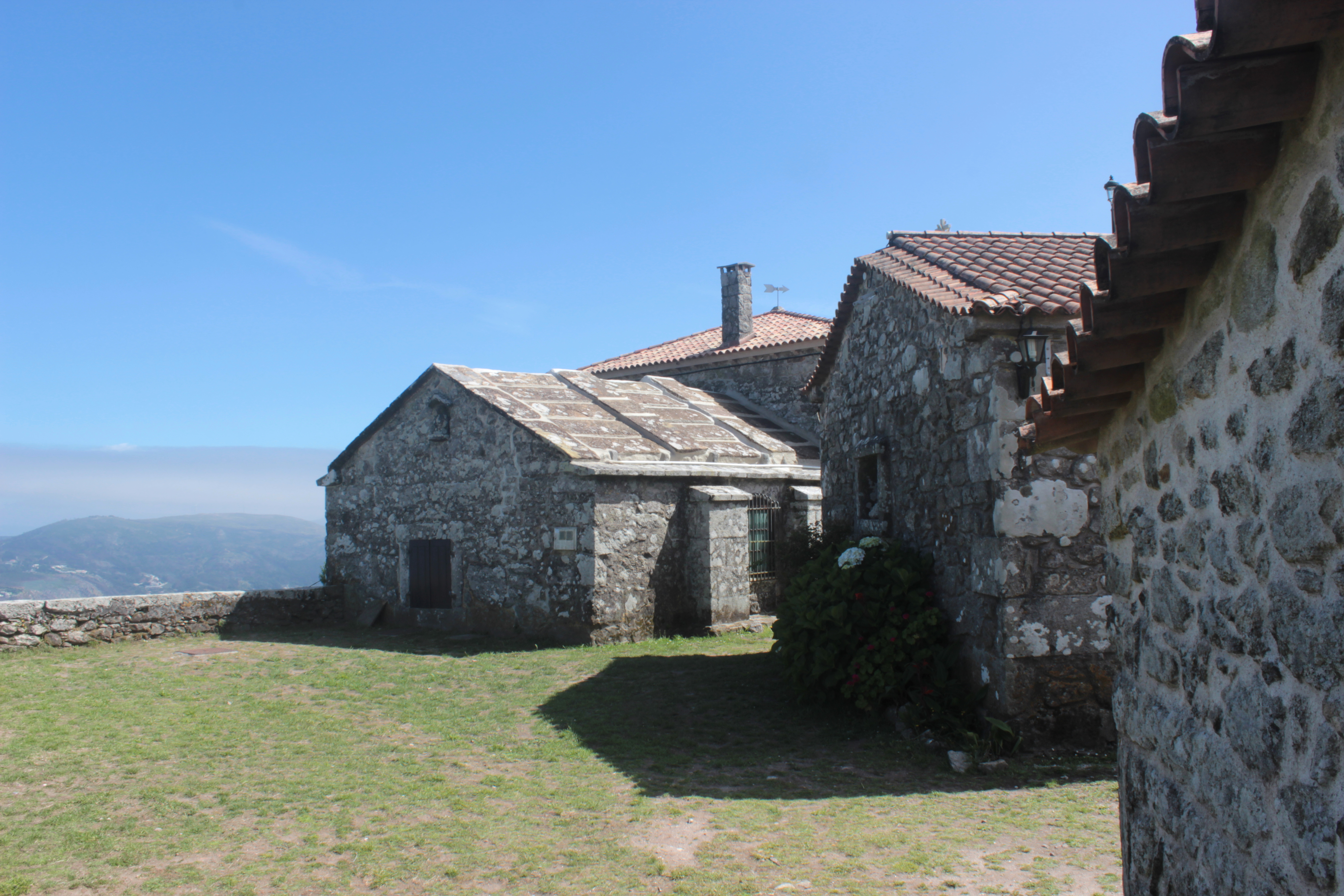
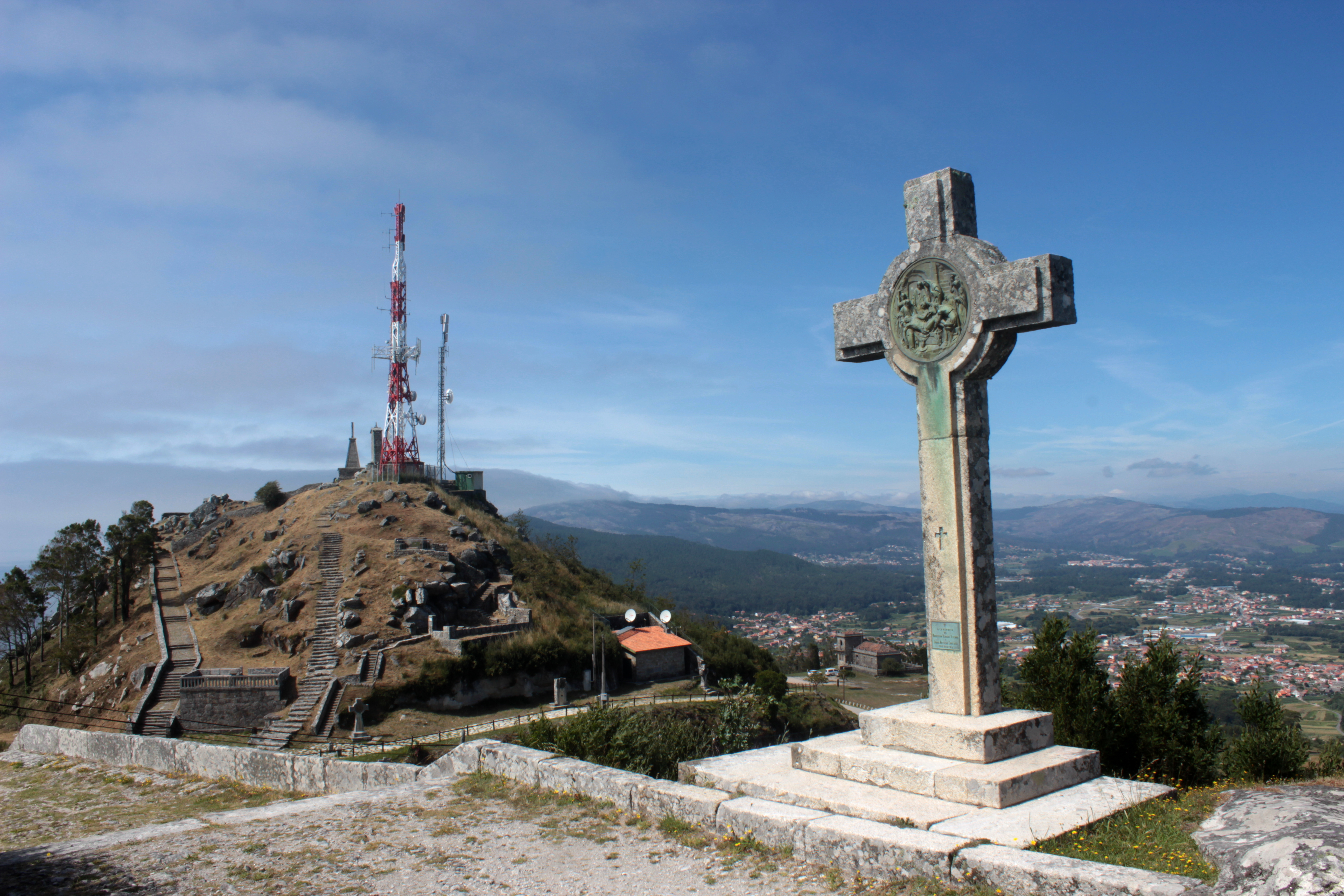
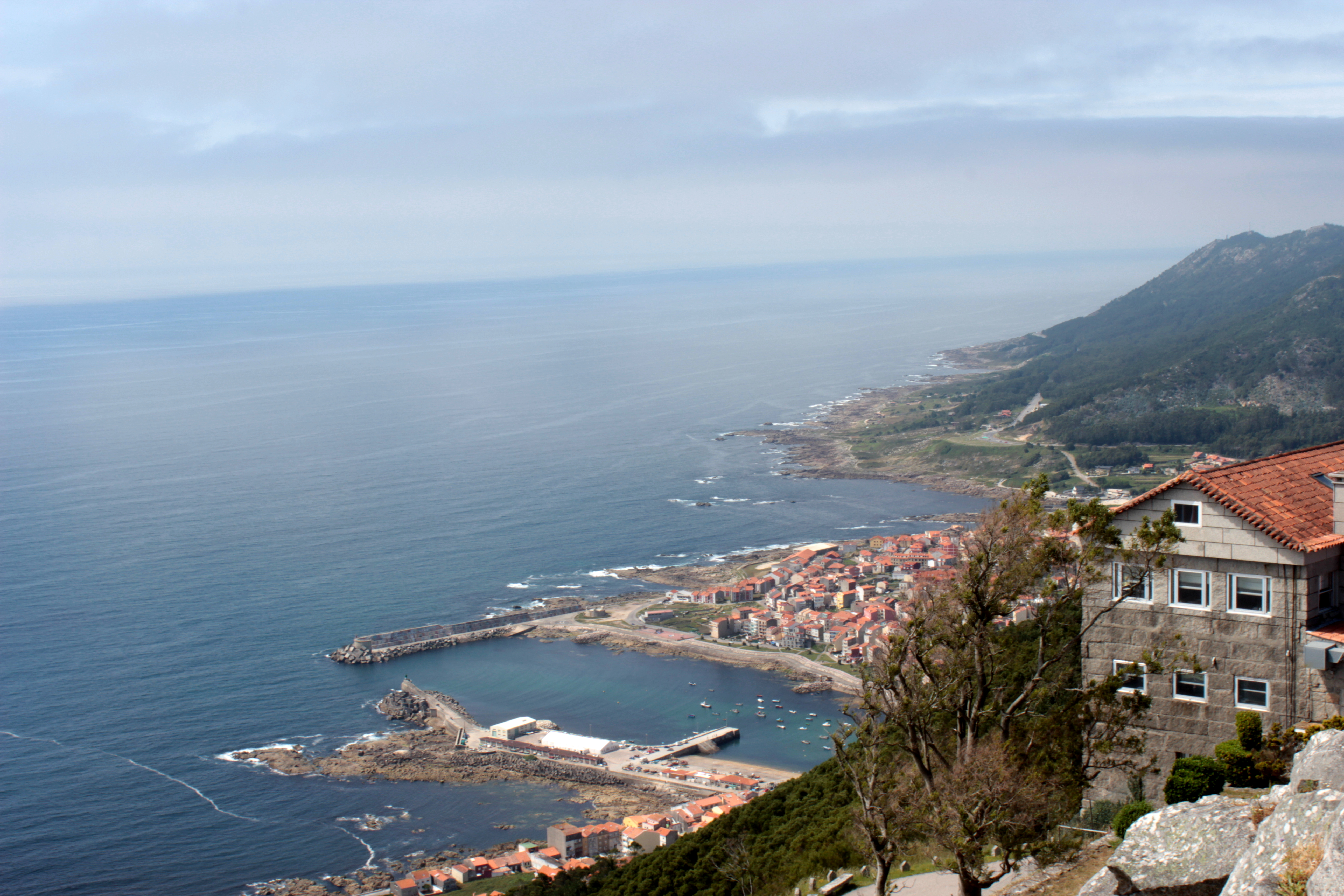
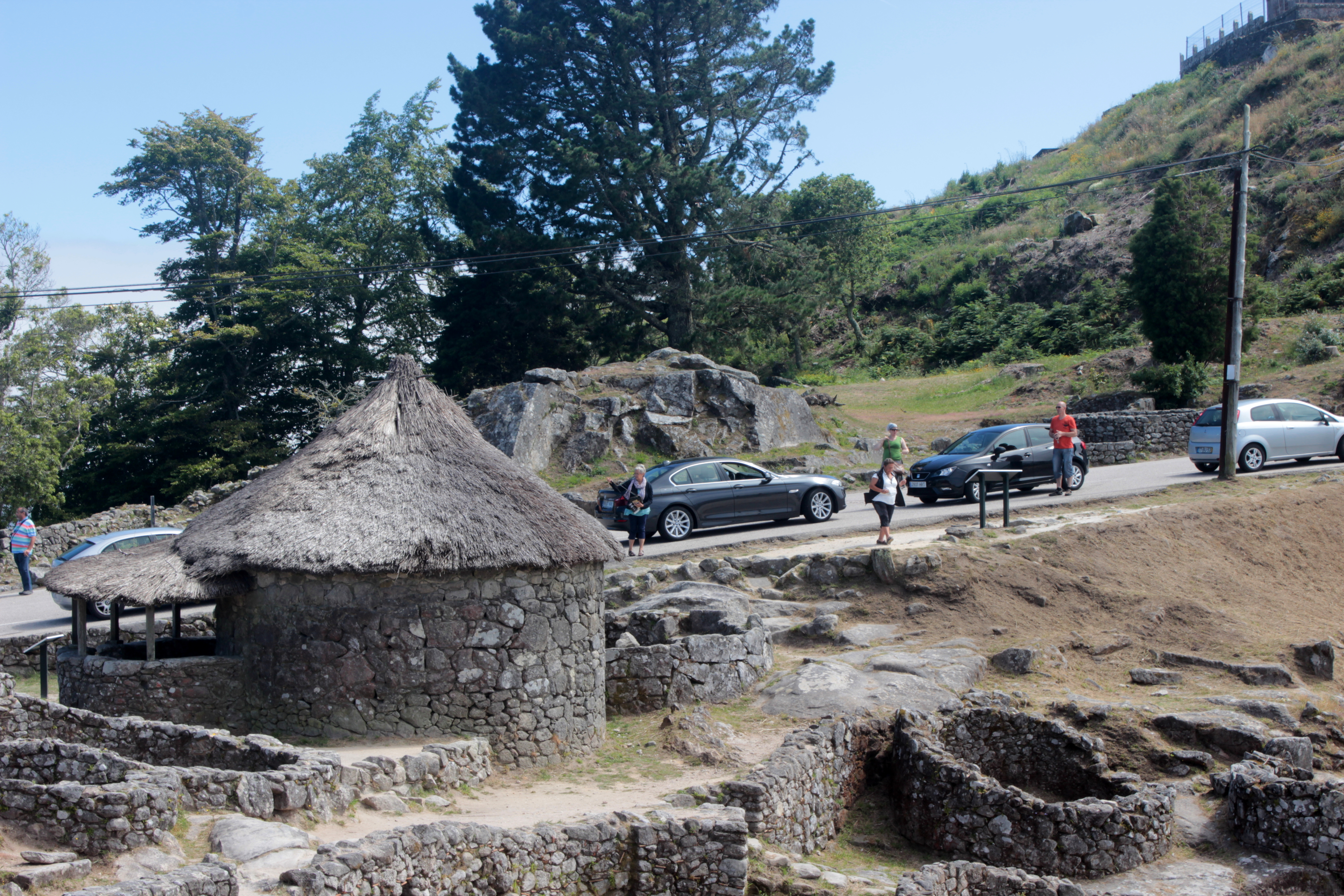
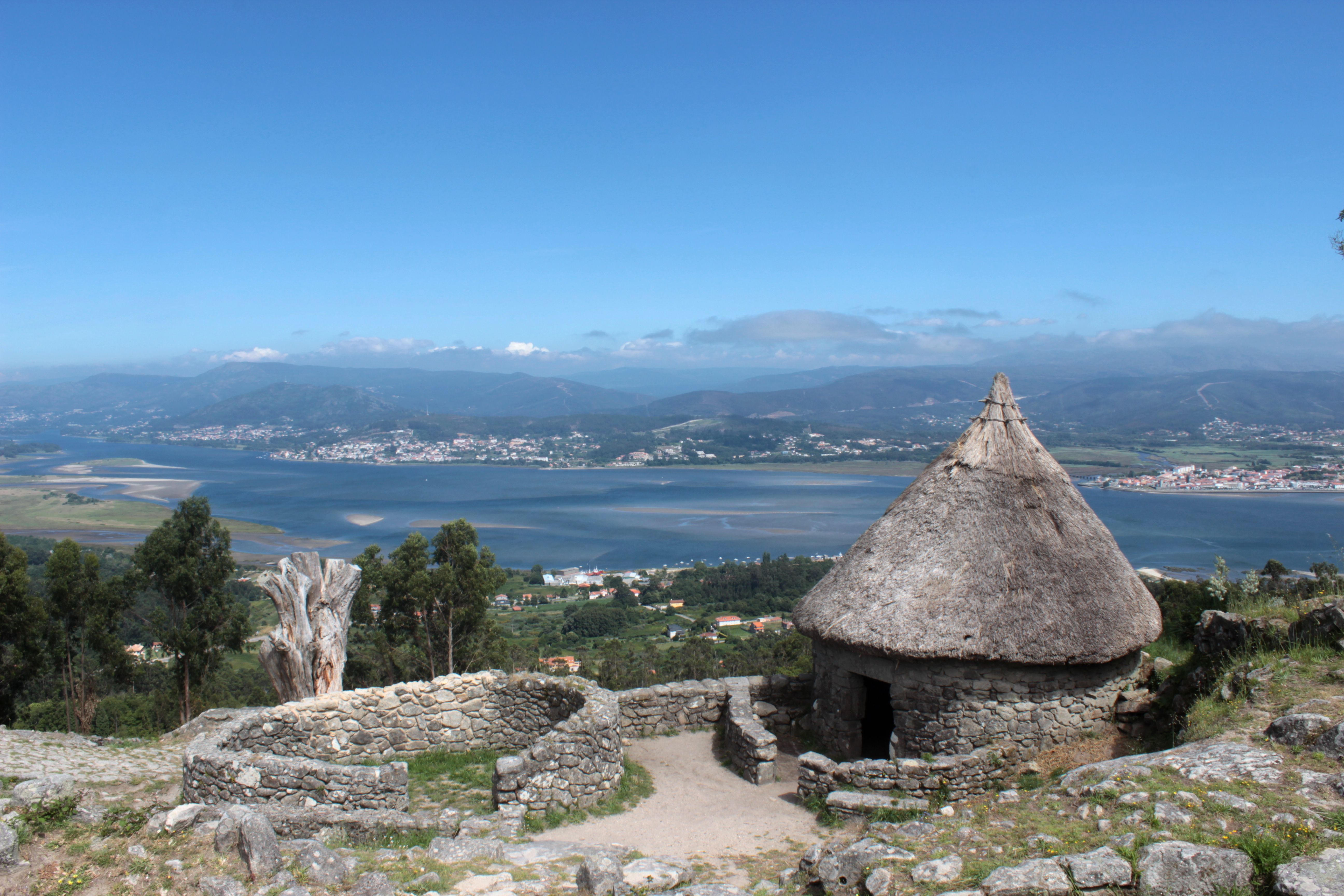
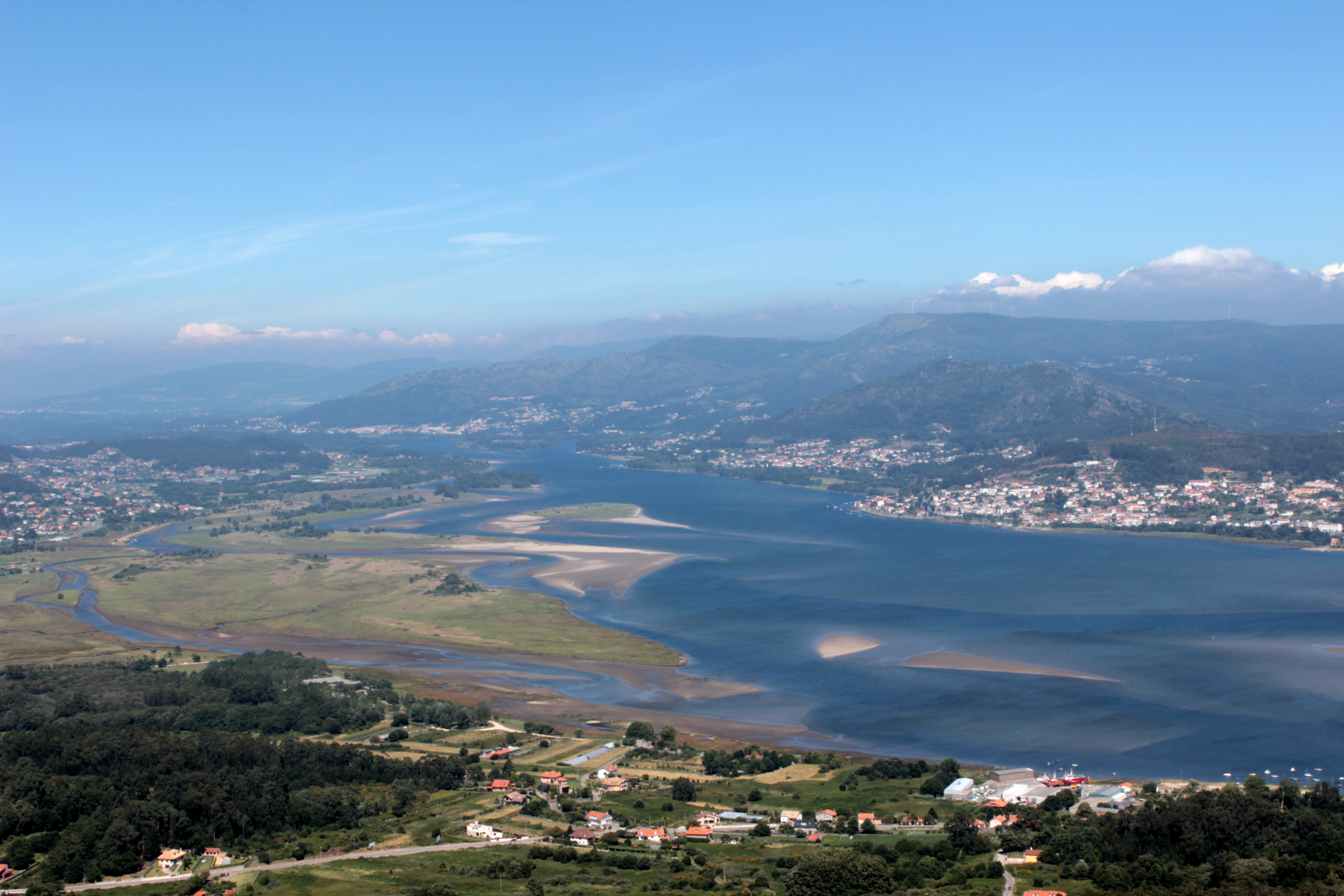
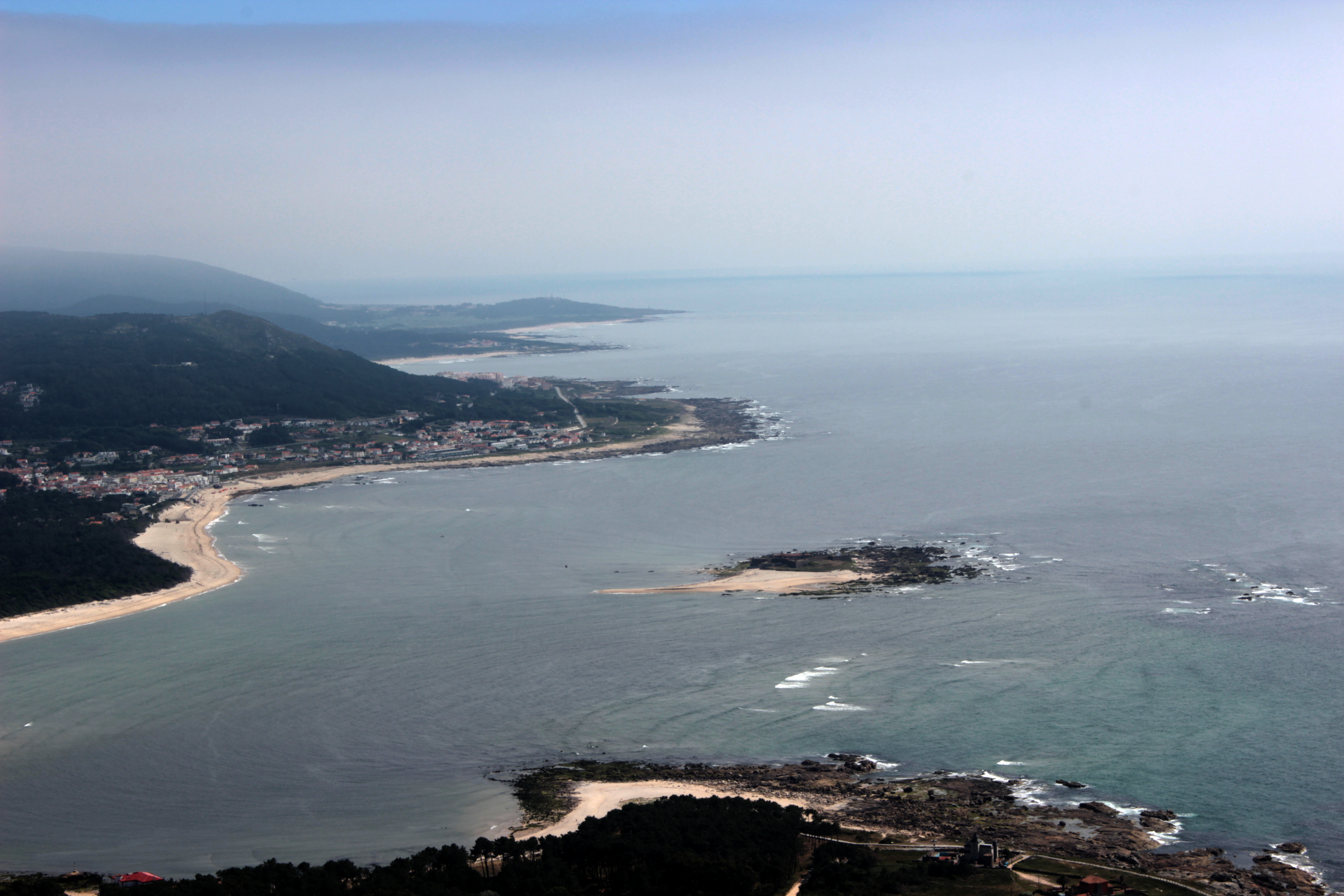
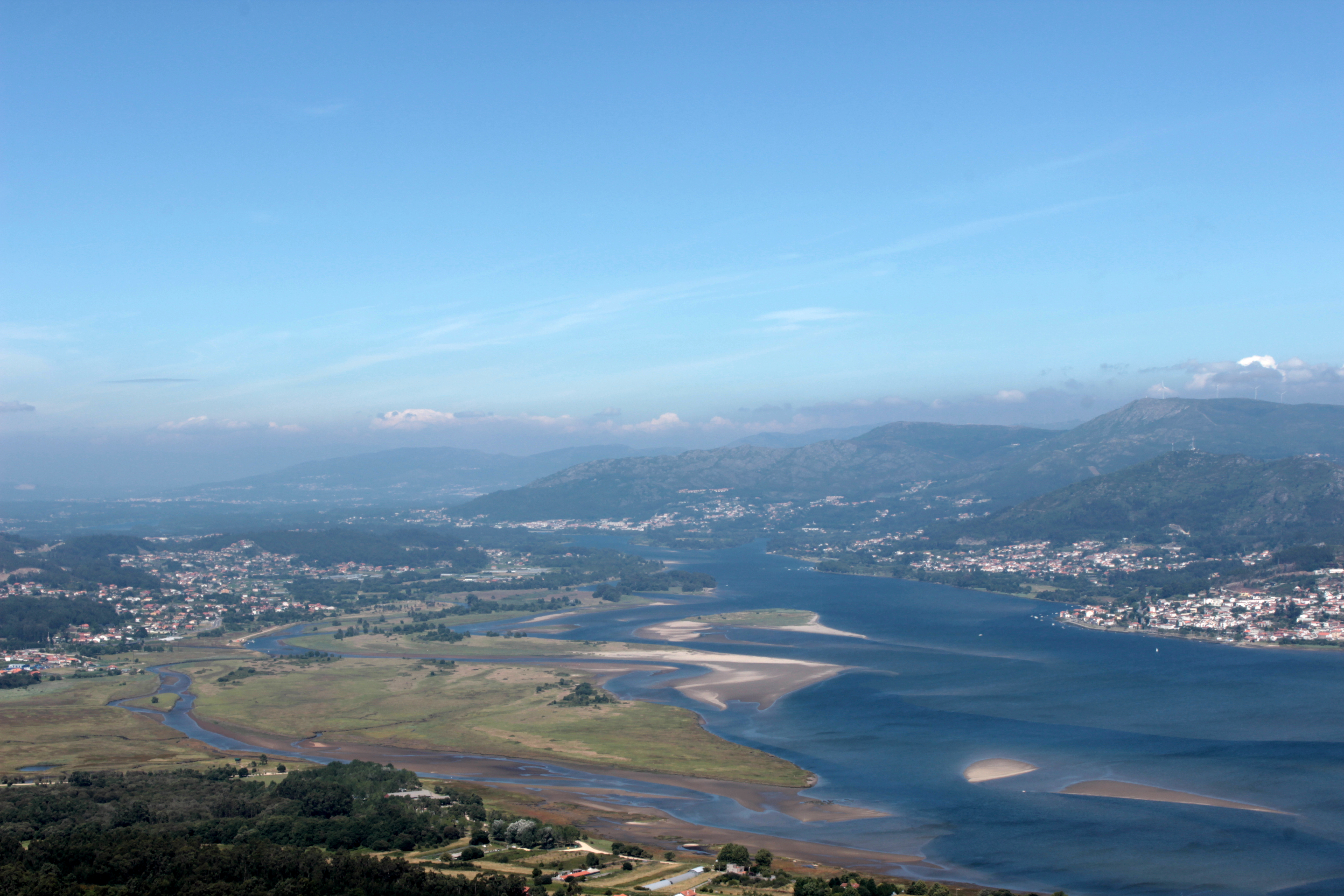
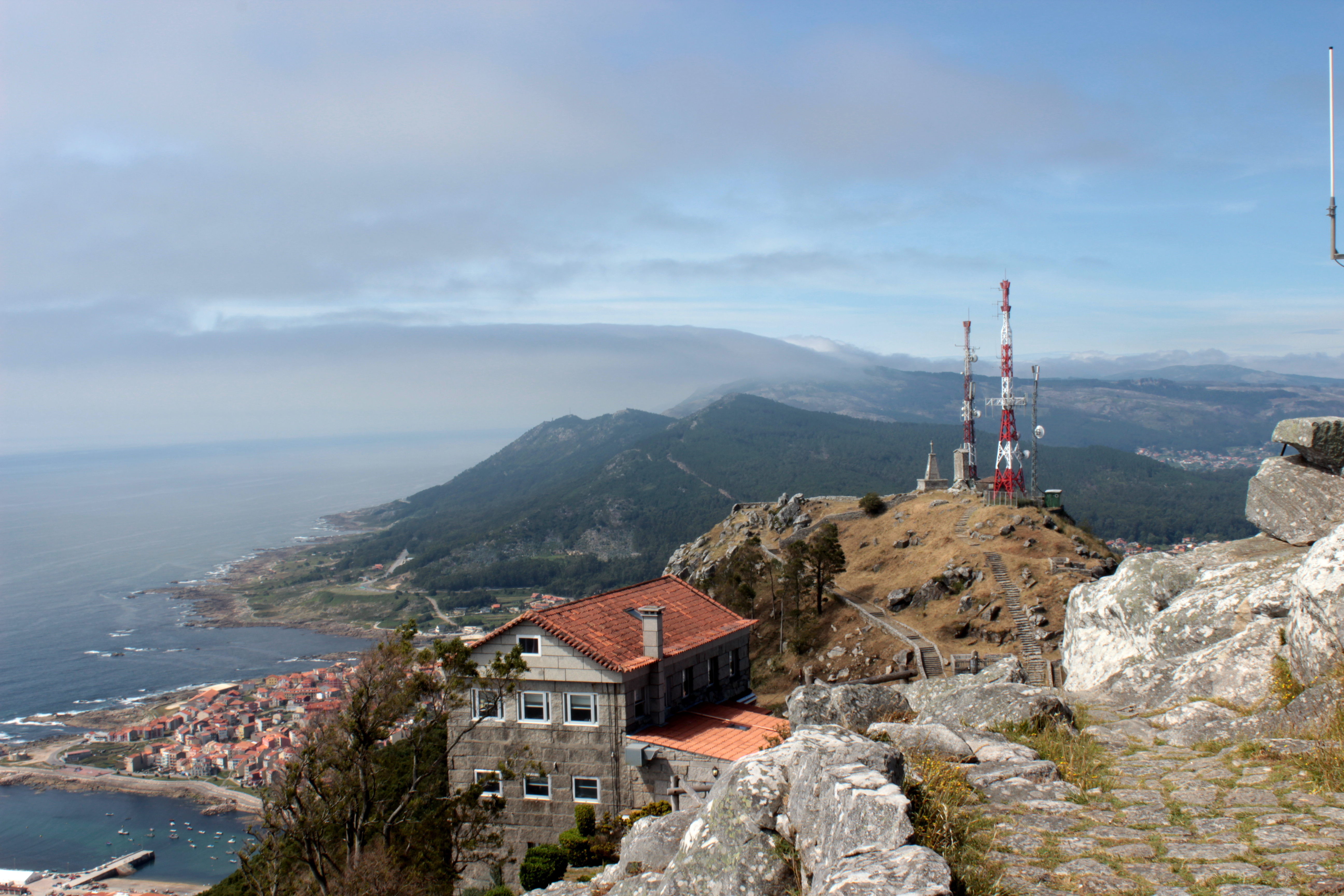